# Isla Guanzhou
La isla Guanzhou (en chino simplificado, 官洲岛) es una isla en el sureste del distrito central de Cantón, en la provincia de Cantón, al sur de China. Tiene un área total de 1,8 km². Es administrada por la llamada calle Guanzhou (chino simplificado: 官洲街道) en el distrito de Haizhu.
En 1999, el Gobierno Municipal de Cantón anunció el desarrollo de la "Isla Internacional de Biología de Guangzhou" (chino simplificado: 广州国际生物岛), con el fin de satisfacer las necesidades de desarrollo de la tecnología biológica. Se inició la construcción en 2008.
La isla cuenta con una estación de metro llamada "Estación Guanzhou".